# پساری
پساری (به چکی: Psáry) یک منطقهٔ مسکونی در جمهوری چک است که در ناحیه پراگ-غرب واقع شده‌است. پساری ۱۱٫۲۳ کیلومتر مربع مساحت و ۳٬۳۷۸ نفر جمعیت دارد و ۳۴۶ متر بالاتر از سطح دریا واقع شده‌است.